# Venuše (figurka)

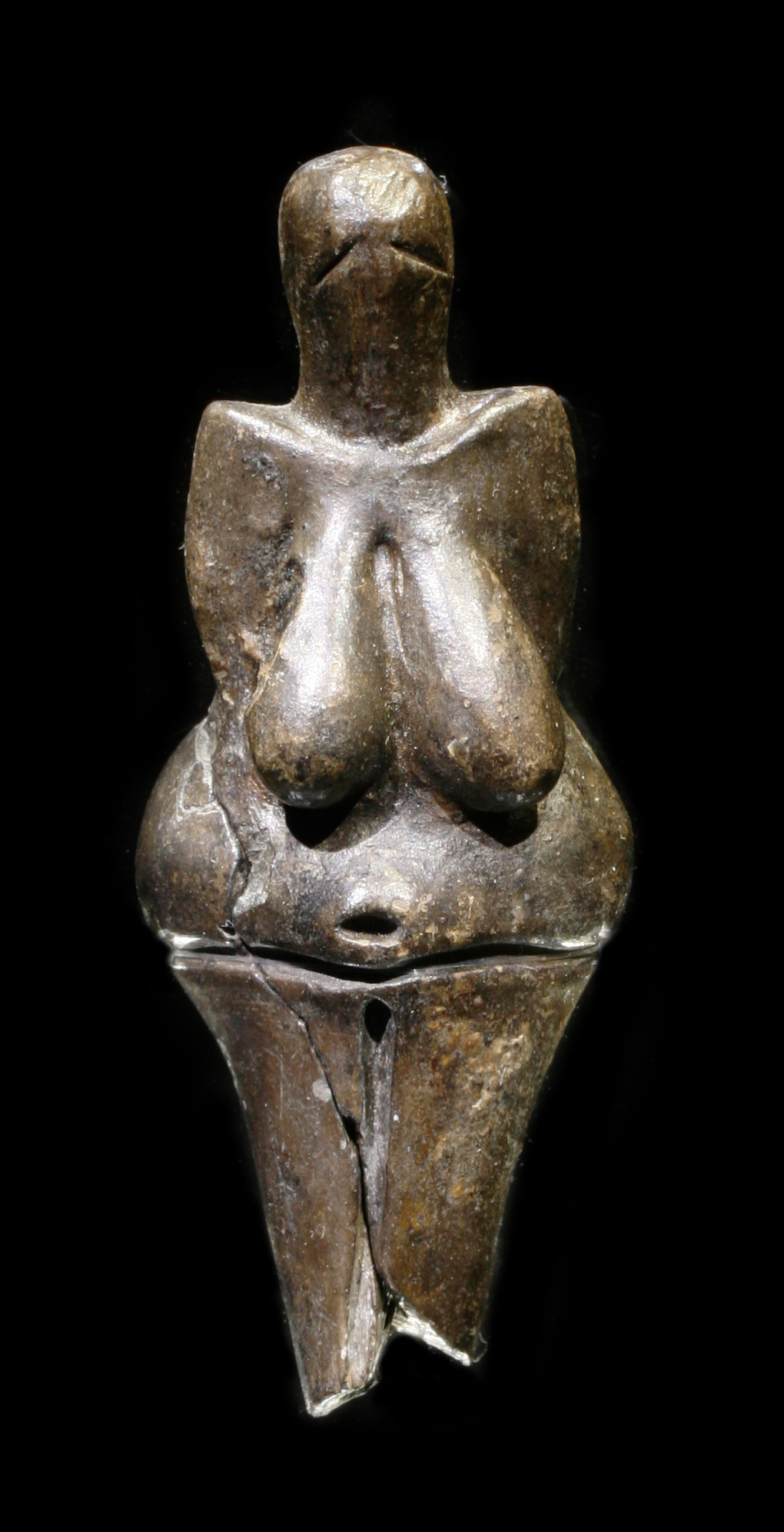
Věstonická venuše

Venuše je označení pro ženské figurky, které byly vytvářeny v mladém paleolitu v celé Eurasii. Jsou vyrobeny z různých materiálů: z kamene, keramiky, mamutoviny, kostí či paroží. Tyto sošky vykazují zpravidla několik znaků jako je těhotenství, zvýraznění ňader, hýždí a pohlavního trojúhelníku a naopak potlačení ostatních částí těla, včetně hlavy a obličeje. Zobrazení obličeje je v paleolitickém umění vzácné, je pravděpodobné, že existovala víra v to, že jeho zobrazení odnímá člověku duši, proto bylo tabuizováno. Kromě obézních venuší existují i štíhlé, tyčinkové figurky, které napovídají od příklonu od naturalismu k stylizaci a schematizaci. O účelu figurek mohou antropologové jen spekulovat. V případě obézních figurek mohlo např. jít o fetiš zobrazující ideální ženu, snášející lépe těhotenství a porod v chladné v době ledové. Mohla to být také vyobrazena bohyně Matka.

## Příklady
- Venuše z Hohle Fels, 35 000 B.P., mamutovina[3]
- Věstonická venuše, 29 000 - 25 000 B. P., keramika
- Moravanská venuše, 25 000 B. P., mamutovina
- Venuše z Lespugue, 23 000 B. P., mamutovina
- Willendorfská venuše, 24 000 - 22 000 B. P., vápenec
- Petřkovická venuše, 23 000 B. P., krevel

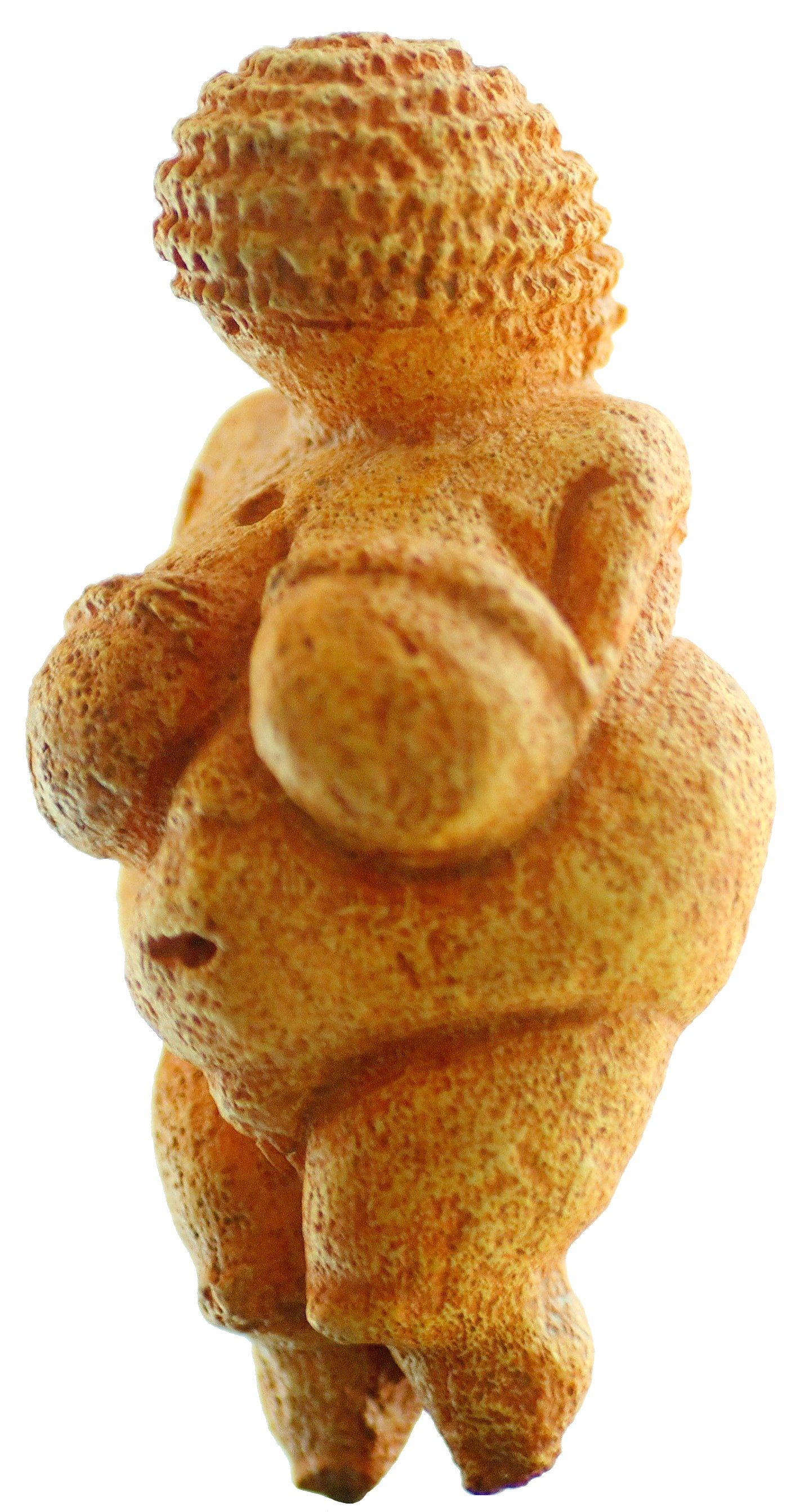
Willendorfská venuše
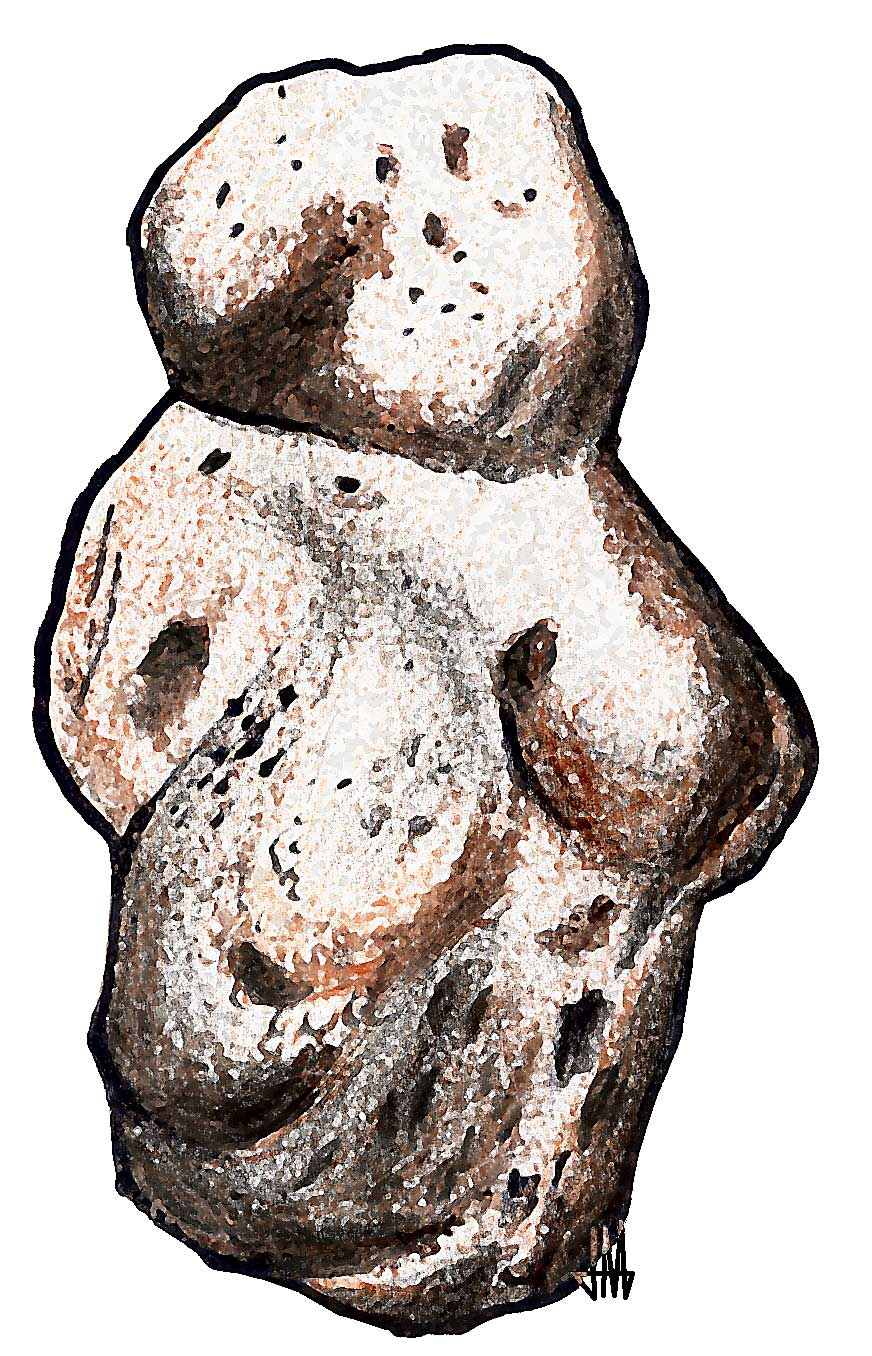
Venuše z Berekhat Ramu
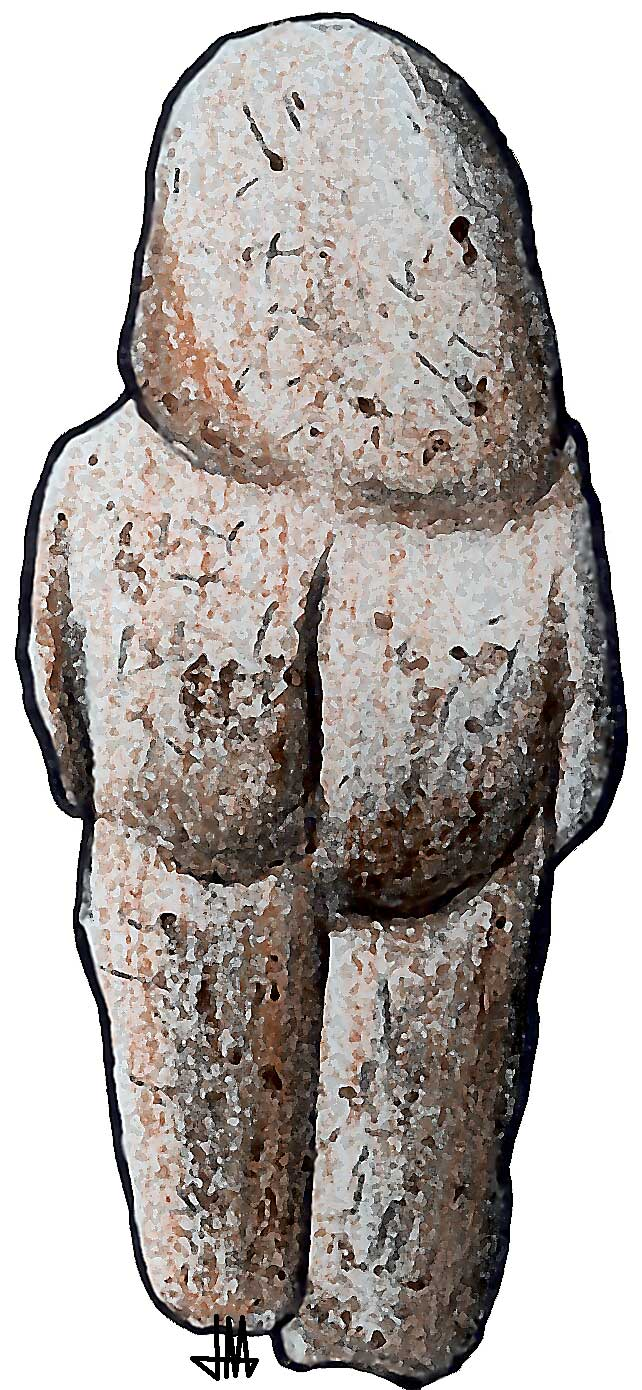
Venuše z Tan-Tanu (Maroko)